# Arturo Vázquez Ayala
Arturo Vázquez Ayala (26 de juny de 1949) és un exfutbolista mexicà.

## Selecció de Mèxic
Va formar part de l'equip mexicà a la Copa del Món de 1978.